# Melanagromyza indica
Melanagromyza indica este o specie de muște din genul Melanagromyza, familia Agromyzidae, descrisă de Tandon în anul 1965. Conform Catalogue of Life specia Melanagromyza indica nu are subspecii cunoscute.